# Complete Discography
 (septembre 2017).
Si vous disposez d'ouvrages ou d'articles de référence ou si vous connaissez des sites web de qualité traitant du thème abordé ici, merci de compléter l'article en donnant les références utiles à sa vérifiabilité et en les liant à la section « Notes et références ».
Albums de Minor Threat
Salad Days (EP)
(1985)
Complete Discography est une compilation du groupe de punk hardcore américain Minor Threat, sortie en 1989 sur Dischord Records, le label du groupe.

## Présentation
Complete Discography regroupe, comme son nom l'indique, l'intégralité des productions (la discographie complète) du groupe avec leurs trois EP, l'album Out of Step et les deux morceaux de la compilation Flex Your Head (en).
Il manque, cependant, les titres — inédits à cette époque — Understand et Asshole Dub, qui paraîtront ultérieurement dans le coffret 20 Years of Dischord (en).
La photo de couverture (copiée par Nike Skateboards en 2005) est reprise par Alec MacKaye, le frère cadet de Ian MacKaye qui pose[réf. nécessaire].
Deux couleurs de pochette ont été produites : rouge pour l"édition originale de cette compilation et bleue pour la réédition remastérisée de 2003. La photo avait déjà été utilisée en noir et blanc pour le premier EP, Minor Threat (1981).

## Liste des titres
Toutes les paroles sont écrites par Ian MacKaye (titres 1, 2, 4 à 9, 11 à 13, 15 à 24, 26), toute la musique est composée par Minor Threat.
| 1.    | Filler                       | Minor Threat (EP, 1981)            | 1:33 |
| 2.    | I Don’t Wanna Hear It        | Minor Threat                       | 1:14 |
| 3.    | Seeing Red                   | Minor Threat                       | 1:03 |
| 4.    | Straight Edge                | Minor Threat                       | 0:45 |
| 5.    | Small Man, Big Mouth         | Minor Threat                       | 0:55 |
| 6.    | Screaming at a Wall          | Minor Threat                       | 1:31 |
| 7.    | Bottled Violence             | Minor Threat                       | 0:54 |
| 8.    | Minor Threat                 | Minor Threat                       | 1:28 |
| 9.    | Stand Up                     | Flex Your Head (compilation, 1982) | 0:54 |
| 10.   | 12XU                         | Flex Your Head                     | 1:04 |
| 11.   | In My Eyes                   | In My Eyes (EP, 1981)              | 2:49 |
| 12.   | Out of Step (With the World) | In My Eyes                         | 1:16 |
| 13.   | Guilty of Being White        | In My Eyes                         | 1:18 |
| 14.   | Steppin’ Stone               | In My Eyes                         | 2:12 |
| 15.   | Betray                       | Out of Step (LP, 1983)             | 3:03 |
| 16.   | It Follows                   | Out of Step                        | 1:51 |
| 17.   | Think Again                  | Out of Step                        | 2:18 |
| 18.   | Look Back and Laugh          | Out of Step                        | 3:17 |
| 19.   | Sob Story                    | Out of Step                        | 1:51 |
| 20.   | No Reason                    | Out of Step                        | 1:58 |
| 21.   | Little Friend                | Out of Step                        | 2:18 |
| 22.   | Out of Step                  | Out of Step                        | 1:21 |
| 23.   | Cashing In                   | Out of Step                        | 3:44 |
| 24.   | Stumped                      | Salad Days (EP, 1985)              | 1:55 |
| 25.   | Good Guys (Don’t Wear White) | Salad Days                         | 2:15 |
| 26.   | Salad Days                   | Salad Days                         | 2:44 |
| 47:31 |                              |                                    |      |

## Crédits
| - Ian MacKaye : chant - Lyle Preslar : guitare - Brian Baker : basse (titres 1 à 14, 24 à 26), guitare (titres 15 à 23) - Steve Hansgen : basse (titres 15 à 23) - Jeff Nelson : batterie | - Production : Minor Threat - Composition : Minor Threat (titres 1 à 9, 11 à 13, 15 à 24, 26) - Ingénierie : Don Zientara - Mixage : Don Zientara (titres 11 à 14, 24 à 26), Jeff Nelson (titres 24 à 26), Lyle Preslar (titres 24 à 26), Minor Threat (titres 11 à 23), Skip Groff (titres 1 à 10) - Artwork : Cynthia Connolly, Jeff Nelson, Glen E. Friedman - Illustrations : Jeff Nelson - Photographie : Tomas Squip, Susie Josephson |